# オープンアクセス・リポジトリ
オープンアクセスリポジトリ（英語: Open-access repository）またはオープンアーカイブは、誰でも使用、ダウンロード、配布できるように、研究成果を保持し即時かつ永続的なアクセスを無償で提供するデジタルプラットフォームを指す。そのようなリポジトリはオープンアクセスを容易にするためメタデータハーベスティング対応オープンアーカイブ・イニシアチブのプロトコル（OAI-PMH）に従って相互運用を実現する。これらリポジトリのコンテンツを収集する検索エンジンは、いわば利用可能な研究の世界規模のデータベースを構築する。
ブダペスト・オープンアクセス・イニシアティブ (BOAI)が定義し推奨するオープンアクセス実現の方法のひとつとして、機関リポジトリや専門領域リポジトリなどのオープンアクセスのリポジトリが位置づけられ、機関コミュニティ外のユーザーに研究へのアクセスを無償で提供する実践として、セルフアーカイブまたは「グリーン」ルートと呼ぶこともある。

## 利点
オープンアクセス対応のリポジトリには次の利点が認められる。
- 機関の成果を世界中の聴衆に開放する[2]。
- その結果、これらの出力の可視性と影響を最大化。
- 関心のある構成員（将来の教職員や学生その他の利害関係者）に教育機関を紹介する。
- デジタル出力の収集とキュレーション。
- 研究および教育活動の管理および測定[3]。
- 進行中の作業および共同事業や大規模プロジェクトの作業空間を提供する。
- 研究への学際的なアプローチを可能にし、奨励する。
- デジタル教材と教材開発と共有を促進する[4]。
- 学生の学業を支援し、論文や論文へのアクセスと、eポートフォリオの開発場所を提供する[5]。

## ソフトウェア
これらのリポジトリで最も活用されるリポジトリ用ソフトウェアはOpenDOARによると、Digital Commons、DSpace および EPrints とされる。他の例に arXiv、bioRxiv、chemRxiv、Dryad、 Figshare、Zenodoなどがある。

## 関連資料
- 城恭子、土出郁子「オープンアクセスリポジトリ連合（Confederation of Open Access Repositories : COAR）第3回年次集会，総会（スウェーデン）参加報告」『大学図書館研究』ISSN 0386-0507、「大学図書館研究」編集委員会、2013	年、第97巻、56-64頁。NAID 110009593160、doi:10.20722/jcul.147。
- 林正治、林洋平、田邉浩介、青山俊弘ほか「次世代リポジトリプラットフォームに求められる機能像 ～オープンソースリポジトリソフトウェアの比較調査を通して～」『情報知識学会誌』ISSN 0917-1436、情報知識学会、2017年、第27巻第4号、366-369頁。NAID 130006339696、doi:10.2964/jsik_2017_043。

JPCOARについて
- 高橋菜奈子「オープンアクセスリポジトリ推進協会(JPCOAR)の成立とその活動 : 機関リポジトリの役割の変化をうけて (特集 情報流通の今後を考える)」『専門図書館』ISSN 0385-0188、専門図書館協議会、2017年11月、第286号、16-22頁。NAID 40021389752。掲載誌の別題『Bulletin of the Japan Special Libraries Association』
- 大園隼彦、片岡朋子、高橋菜奈子、田口忠祐ほか「JPCOARスキーマの策定：日本の学術成果の円滑な国際的流通を目指して」『情報管理』ISSN 0021-7298、科学技術振興機構、2018年、第60巻第10号、719-729頁。NAID 130006300720、doi:10.1241/johokanri.60.719。
- 林豊「「次世代リポジトリ」のヴィジョン」『情報の科学と技術』ISSN 0913-3801、情報科学技術協会、2018年、第68巻第5号、258-259頁、NAID 130006729375、doi:10.18919/jkg.68.5_258。
- 岡部幸祐、高橋菜奈子、山本和雄「オープンアクセスリポジトリの発展にむけて:JPCOARの国際連携活動を中心に」『大学図書館研究』ISSN 0386-0507、国公私立大学図書館協力委員会、2018年、第109巻、頁番号なし。NAID 130007472794、doi:10.20722/jcul.2013。
- 尾城孝一「研究データ管理サービス : 大学図書館とNIIの新たなチャレンジ (特集 学術情報ソリューションセミナー)」『薬学図書館』ISSN 0386-2062、日本薬学図書館協議会、2018年、第63巻第1号、57-63頁、NAID 40021449733。
- 荘司雅之「講演 オープンアクセスリポジトリ推進委員会(JPCOAR)の現状と課題 : 特に私立大学について (第78回(2017年度) 私立大学図書館協会総会・研究大会 学術情報のオープン化と大学図書館)	」『私立大学図書館協会会報』ISSN 0288-7002、私立大学図書館協会、2018年2月、第149号、146-154頁。NAID 40021484991。
- オープンアクセスリポジトリ連合COAR、南山泰之、尾城孝一、安原通代、菅原 光「リポジトリのグッドプラクティスのためのCOARコミュニティフレームワーク 第1版」オープンアクセスリポジトリ推進協会（JPCOAR）、2020年12月、1-6頁。NAID 120006936646、doi:10.34477/00000534。